# Маннур, Шайхи
Шайхи Маннур (настоящие имя и фамилия Шайхелислам Фархуллович Маннуров; 2 (15) января 1905, деревня Тулбай (ныне Тулбаево) Мамадышского уезда Казанской губернии, Российская империя — 11 июня 1980, Казань, СССР) — советский татарский поэт, писатель, переводчик.

## Биография
Родился в бедной крестьянской семье, начальное образование получил в медресе, затем учился в светской школе в Шамаке и на педагогических курсах в Мамадыше. В 1921 году вместе с семьёй переехал в Кузбасс, где начал работать на шахте Анжерки-Судженки. В 1923 году поступил учиться в Свердловскую партийную школу и тогда же дебютировал в печати — в ряде газет сначала Урала, а затем Казани и Москвы были опубликованы его стихи и очерки.
В 1924 году он на три года уехал в Сибирь, где жил в разных местах и работал на разных работах. В 1927—1929 годах служил в армии. После завершения военной службы уехал в Донбасс, где устроился на работу сначала прокатчиком на металлургическом заводе, позже был школьным учителем и бетонщиком на строительстве Днепропетровской ГЭС; там же он активизировал свою литературную деятельность. Позже он в течение некоторого времени работал в редакции татароязычной газеты «Эшче» («Рабочий»), а в 1933 году переехал в Казань, где в 1937 году окончил Казанский педагогический университет. В период Великой Отечественной войны находился на фронте в качестве военного корреспондента, в 1944 году вступил в КПСС (однако впоследствии был исключён из партии за позицию по некоторым вопросам). В 1946 году был назначен заведующим литературной частью Казанского театра оперы и балета имени М. Джалиля и работал на этой должности до 1948 года. С 1949 года и до конца жизни был профессиональным писателем.
Его первый сборник стихов, «Из глубины тайги», вышел в 1928 году. К числу наиболее известных ранних поэм Шайхи Маннура относятся «Над колчедановыми горами» (1929) и «Чугунные потоки» (1930). До Великой Отечественной войны были выпущены его сборники лирических стихотворений «Песни сердца» (1934), «Юноша-возчик» (1940) и другие. Кроме того, до войны им были написаны поэмы «Дед Гайджан» (1934) и «Один из тысяч вечеров» (1935), в которых поэт выражал поддержку проводимой советскими властями коллективизации в Татарстане. После войны написал поэму «Девушка из Казани» (1946). В 1956 году вышла его поэма «Красавица — дочь матушки-земли», которую он посвятил нефтяникам Татарстана. В 1960-е и 1970-е годы Шайхи Маннур писал в основном прозу — к числу его произведений этого периода относятся роман «Муса» (1968, русский перевод — 1983), повествующий о Мусе Джалиле, автобиографическая повесть «Глядя на текущие воды» (1974, русский перевод — 1991), лирическая повесть «Есть ли настоящая любовь?» (1980). Им также был написан целый ряд патриотических стихотворений, множество стихов и несколько поэм для детской аудитории, ряд публицистических произведений и литературно-критических статей. Маннур перевёл в 1951 году на татарский язык «Слово о полку Игореве», переводил также басни И. А. Крылова, поэзию А. С. Пушкина (в том числе в 1949 году выполнил перевод «Евгения Онегина»), М. Ю. Лермонтова, В. В. Маяковского, прозу А. П. Чехова; кроме того, переводил Ш. Руставели и Т. Шевченко.
В 1957 году на его средства в родной деревне Маннура была построена библиотека; в 1980 году этой библиотеке было присвоено его имя, а с 1995 года она является филиалом Государственного объединенного музея Татарстана и называется музеем-библиотекой. В 1981 году была учреждена Премия имени Маннура Шейхи, которая вручается ежегодно 15 января, в день его рождения.
По мнению критиков, проза Маннура отличается большой самобытностью языка и значительным использованием всевозможных диалектизмов и фразеологизмов, также для него характерен ввод в повествование всевозможных татарских пословиц и поговорок. В 1957 году получил известность в узких кругах, отправив письмо на имя Никиты Сергеевича Хрущёва, в котором говорил о необходимости развития образования среди татар и реабилитации крымских татар.
Был похоронен, согласно своему завещанию, в родной деревне.

## Творчество
- поэма «Над колчеданными горами» (1929 год)
- поэма «Чугунные потоки» (1930 год)
- поэма «Песня бетонщиков» (1932 год)
- сборник стихов «Йөрәк җырлары» («Песни сердца)» (1934 год)
- поэма «Гайҗан бабай» (1934 год)
- поэма «Один из тысячи вечеров» (1935 год)
- поэма «Дед Гайджан» (1935 год)
- сборник стихов «Олаучы малай» («Юноша-возчик)» (1940 год)
- поэма «Девушка из Казани» (1946 год)
- поэма «Красавица ‒ дочь матушки-земли» (1956 год)
- сборник рассказов «Яңа җыр килде» («Песня новая пришла)» (1958 год)
- роман «Муса» (1968 год)
- повесть «Агымсуларга карап» («Глядя на текучие воды)» (1974 год)

## Награды
- орден Трудового Красного Знамени (31.01.1939)
- орден Дружбы народов (22.01.1975)
- орден «Знак Почёта» (14.06.1957)

## Известные адреса
- Казань, улица Галактионова, дом 3а.[2][3]